# Wyspa Nim
Wyspa Nim (ang. Nim’s Island) – amerykański film przygodowy z 2008 roku w reżyserii Jennifer Flackett i Marka Levina na podstawie powieści Wendy Orr.

## Opis fabuły
Nim mieszka z ojcem na wyspie na Pacyfiku. Pewnego dnia ojciec, biolog, nie wraca z wyprawy. Nim wysyła dramatycznego maila o pomoc do autora ulubionych powieści przygodowych. Nie wie, że pod męskim nazwiskiem kryje się strachliwa Alexandra, która jednak spieszy dziecku na pomoc.

## Obsada
- Abigail Breslin – Nim Rusoe
- Jodie Foster – Alexandra Rover
- Gerard Butler – Jack Rusoe / Alex Rover
- Michael Carman – Kapitan
- Alphonso McAuley – Russell
- Morgan Griffin – Alice
- Peter Callan – Tata Edmunda
- Rhonda Doyle – Mama Edmunda
- Maddison Joyce – Edmund

i inni

## Wersja polska
Wersja polska: Start International Polska

Reżyseria: Artur Kaczmarski

Dialogi polskie: Joanna Serafińska

Dźwięk i montaż: Janusz Tokarzewski

Kierownictwo produkcji: Elżbieta Araszkiewicz

Udział wzięli:
- Justyna Bojczuk – Nim Rusoe
- Joanna Jeżewska – Alexandra Rover
- Robert Więckiewicz – Jack Rusoe / Alex Rover

W pozostałych rolach:
- Barbara Zielińska
- Izabella Bukowska
- Hanna Chojnacka
- Izabela Dąbrowska
- Joanna Borer
- Krzysztof Cybiński
- Andrzej Gawroński
- Aleksander Mikołajczak
- Cezary Nowak
- Zbigniew Suszyński
- Krzysztof Szczerbiński
- Paweł Szczesny
- Andrzej Tomecki
- Robert Tondera
- Maciej Więckowski
- Mateusz Narloch

Lektor: Artur Kaczmarski
i inni